# Sinplus
«Sinplus» — швейцарський поп-рок гурт, до складу якого входять брати Іван і Габрієль Броджині.
10 грудня 2011 року музиканти стали представниками своєї країни на пісенному конкурсі Євробачення 2012, який пройшов у Баку. На конкурсі була виконана пісня «Unbreakable». За результатами першого півфіналу, який відбувся 22 травня 2012 року, гурт не пройшов до фіналу.

## Дискографія

### Альбоми
- 2012 — Disinformation

### Сингли
- 2011 — Unbreakable